# Hertník
Hertník (bis 1927 slowakisch „Heretník“; deutsch Herknecht oder Hertnecht, ungarisch Hertnek) ist ein Ort und eine Gemeinde im Osten der Slowakei, mit 1010 Einwohnern (Stand 31. Dezember 2024). Sie gehört zum Okres Bardejov, einem Teil des Prešovský kraj.

## Geographie

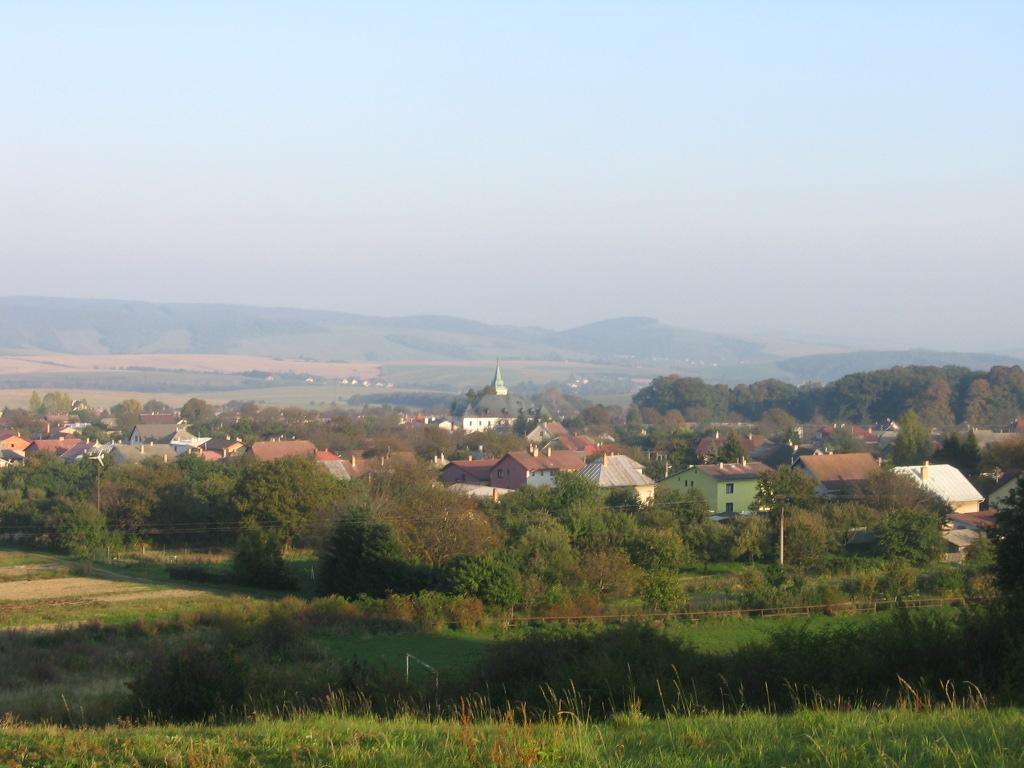
Hertník, Blick vom nahen Berg Štembroch

Die Gemeinde liegt am Bach Pastevník, einem Zufluss von Sekčov, unterhalb des Gebirges Čergov westlich des Ortes. Die nächstgelegene Stadt ist Bardejov, 11 Kilometer nördlich; die Regionalhauptstadt Prešov ist 32 Kilometer vom Ortszentrum entfernt. 

## Geschichte
Der Ort wurde in der ersten Hälfte des 14. Jahrhunderts von einem deutschen Schultheiß mit seinen Bauernsiedlern auf dem Grundstück des bestehenden Herrschaftsguts Kobyly gegründet und wird zum ersten Mal 1351 als Herkenecht erwähnt. Der Name leitet sich wohl vom Wort „Herrknecht“ ab. In Reihenfolge waren die Herrscher des neu geschaffenen Herrschaftsguts die Geschlechter Perín, Zápolya, Forgách und weitere. 1828 sind 111 Häuser und 806 Einwohner verzeichnet. Die deutschsprachige Bevölkerung wurde schnell von der slowakisch-russinischen Bevölkerung assimiliert, 1910 waren die Einwohner fast alle Slowaken.

## Bevölkerung
| Jahr                | 1994 | 2004    | 2014    | 2024    |
| ------------------- | ---- | ------- | ------- | ------- |
| Anzahl der Personen | 970  | 1004    | 1025    | 1010    |
| Unterschied         |      | +3,50 % | +2,09 % | −1,46 % |

| Jahr                | 2023 | 2024    |
| ------------------- | ---- | ------- |
| Anzahl der Personen | 1005 | 1010    |
| Unterschied         |      | +0,49 % |

## Sehenswürdigkeiten
- Römisch-katholische Katharina-von-Alexandrien-Kirche aus dem Jahr 1610
- Renaissance-Landschloss aus dem Jahr 1563